# Pap András (politikus)
Pap András (1951 –) tanár, egykor az MDF politikusa, országgyűlési képviselő (1990 és 1994 között), majd az Összefogás Pécsért Egyesület (ÖPE) tagja.

## Életpályája
1990-ben az országgyűlési választáson az akkori baranyai 2. választókerületben (Pécs-Nyugat) a második fordulóban ő nyert. (Az első fordulóban 45,93 százalékot kapott, az SZDSZ-es Getto József 38,72 %-ot, míg a harmadik helyen Szili Katalin végzett 15,33 százalékkal.)
2002-ben az önkormányzati választások előtti kampány fő témájává vált Pécsett a centrumban épülő bevásárlóközpont - ezt a kérdést Pap András vetett fel, az Összefogás Pécsért Egyesület (ÖPE) tagjaként.
2016-ban kritikai észrevételeket hozott nyilvánosságra Ibrahim Pecsevi török költő a pécsi Kórház téren felavatott szobrának történelmi hitelességével kapcsolatban.
2019 januárjában bejelentette, hogy indul a pécsi polgármesteri tisztségért, ám végül visszalépett.